# Mer (software)
Mer è una distribuzione software orientata verso i dispositivi portatili, destinata ad essere usata dai produttori hardware che usano sistemi operativi basati su GNU/Linux.
È un fork di MeeGo.

## Storia
All'inizio fu pensata come una versione completamente libera di Maemo ed era basata su Ubuntu 9.04.
Alla versione 0.17 sospese lo sviluppo e passò a MeeGo.
Nel luglio 2012 Jolla, una società finlandese fondata da ex dipendenti coinvolti nel progetto MeeGo, annuncia che il loro sistema operativo Sailfish OS è basato su MeeGo e Mer.